# دانا گیلیسپی
دانا گیلیسپی (انگلیسی: Dana Gillespie؛ زادهٔ ۳۰ مارس ۱۹۴۹) یک موسیقی‌دان است.
او در فیلم بی‌بند بازی کرده‌است.